# Бабяк
Вижте пояснителната страница за други значения на Бабяк.
Ба̀бяк е село в Югозападна България. То се намира в община Белица, Област Благоевград.

## География
Село Бабяк се намира в планински район, в северозападните склонове на Велийшко-Виденишкия дял на Западните Родопи. Състои се от централна част от няколко разпръснати махали – населени местности Узуновци (Длъгновци) и Чирек. През селото тече река, която до него се нарича Гръбница, а след това – Бабяшка река. Северно от Бабяк се намира връх Бабяшка чука.
Селото е разположено на 15 километра североизточно от гара Белица и на 30 километра в същата посока от Банско.

## Етимология
Според някои автори името на селото произлиза от думата „бабуни“ или „бабун“. Това е било едно от наименованията на богомилите, които обитавали тези места и впоследствие приели исляма.

## История
До 1954 година към Бабяк се броят населени местности, които влизат в състава на днешните села Бел камен, Бунцево, Дагоново, Конарско, Смолево, Юруково; до 1955 – населени местности в състава на селата Аврамово, Бойка, Горно Краище, Върхари (закрито), Гълъбово, Орцево, Палатик, Черешово. Близки населени местности са Узуново и Чирек.

### Античност
В землището на Бабяк, на Бабяшка чука (кулата), е открито тракийско светилище, в което са намерени оброчни плочи на Бендида, Зевс и Хера; култовата дейност продължава до V век.
Останки от антично светилище и надгробна могила от късния период на желязната епоха има в местността Митеш (на 4 km северозападно от Бабяк); в местността Пшениценината са открити следи от древно антично селище. Населението се е занимавало с рудодобив, за което свидетелстват останки от минни галерии; добивани са злато (по река Златарица), смола и катран.
В местността Гогово (източно от Бабяк) са открити средновековен некропол и плочи. Открити са над 1000 медни и сребърни византийски монети и много единични средновековни монети. На Бабяшка чука са запазени останки от манастира „Света Екатерина“.

### В Османската империя
Селото се споменава в османски списък на хората, натоварени да събират овце за султанския двор от 1576 година. Посочени са жителите Вели, син на Дамад Пазарлъ; Сюлейман, син на Абдуллах; Хасан, син на Караджа; Алагьоз Абдуллах; Ине Бали Хамза, Хадър, син на Насух и Ахмед, син на Насух, натоварени да събират общо 235 овце. Фактът че доста души носят името „Абдуллах“, говори че най-вероятно са били, преди това, немюсюлмани или поне бащите им са били такива. Османците са давали бащиното/фамилното име „Абдуллах“ на новоприелите исляма, чиито бащи или вече били мъртви, или не са били приели исляма заедно със синовете си. Това име е от арабски произход и значи „Божи раб“.
В XIX век Бабяк е чисто мюсюлманско село в Неврокопска каза на Османската империя. Населението се препитава с овцевъдство, лов и катранджийство. В „Етнография на вилаетите Адрианопол, Монастир и Салоника“, издадена в Константинопол в 1878 година и отразяваща статистиката на населението от 1873 година, Бабяк (Babiak) е посочено като село с 892 домакинства и 2100 жители помаци.
След Руско-турската война и Съединението на България населението на бабешките колиби намалява. През 1887 година Христо Попконстантинов обнародва статистика за броя на домакинствата в бабешките колиби, в която Бабяк е посочено като селище с 200 помашки семейства.
Георги Стрезов пише през 1891 година, че с името „Бабек“ наричат много махали и групи от по 3 – 4 къщи, разпръснати по върховете и по полите на Доспат от Аврамово до Чукурли Чайл, на разстояние от 30 часа път. Според него:
| „ | Най-голямата махала е собствено Бабек, на И от Якоруда 3 часа; тук в петък се набират от махалите помаци да се молят в единствената джамия по целия Бабек. Тук е седалище и на един полунезависим управител и съдия, който държи тези чинове по наследство. Сегашният се казва Х. Мустафа ага. От махалите по-големи са Аврамово, Дагонска и Медарската махала. Местността е само планиниста; гора вековна; високи борове до небето, таквиз, които са високи повече от 30 метра. От житните растения става само ръж, и царевица по-малко; поминуват най-вече със скотоводство и дърводелство; правят катран и хранят пчели речи без изключение. Животът, нравите и обичаите на бабечане са чисто патриархални. Всяка къща си е заобиколена със своя гора и нивичка; в работи, що не се достигат направо до правителството, управляват си се самостоятелно, по старото славенско право; старейшина и наследствен кмет. Даждие на плащат никак; рядко дават – ако искат – по нещо. Бирник тук не смее да стъпи; онези, които си позволят да влязат, не излезли още еднъж. Говорът и облеклото на тези помаци ги отличава от съседите им помаци и българе. Без съмнение спазени са много стари форми в езика, предания, приказки и др. Бабечане са планински полудиви хора, които нищо не са видели вън от своя кът, нищо не са чули освен баснословните разкази за славното им минало. Ако и да са мухамедане по вяра, повечето от тях не са стъпили през живота си в джамия и не знаят, що нещо е тя. Слушал съм разни анекдоти, които доказват голямата простота на бабечане. Двама от тях еднъж отишли за пръв път в махалата Бабек и първото нещо, що им привлякло вниманието, бил един белосан, изправен валяк. „Еле са го валяли“, казва единият, „ама как са го изправили“. Той мислел, че минарето е валяно на земята и подир изправено. Друг един помак от Бабек се оплаквал на един българин защо у тях да се не ражда грозде; обвинявал селянете, които режейки лозите, не ги оставяли да достигнат до техните къщи. Покрай това те са незлобливи, гостолюбци и добре живеят с българете. Крайна само бедност принуждава мнозина да си нарамят пушките па да станат разбойници. И бедността е голяма тук: щастливи са онези, които са видели образа на монета; зимане – даване се върши с менка на самите природни произведения. Числото на всичките къщи, които влизат в местността Бабек, смятат до 1000. | “ |

Съгласно статистиката на Васил Кънчов („Македония. Етнография и статистика“) към 1900 година Бабяк (Бабекъ) е българо-мохамеданско селище. В него живеят 3600 българи-мохамедани.
Тахсин бей, който е каймакам в Разлог през 1901 – 1903 година, пише в спомените си за Бабяк:
| „ | Селото Бабяк..., което се намира на българската граница, се състои от 1000 разпръснати, разхвърляни къщи, и неговото население е напълно ислямско. Поради това че тукашните мюсюлмани са помаци, се говори изключително български. Въоръжени, консервативни и храбри хора. | “ |

### В България
Непосредствено преди Балканската война, Бабяшките колиби са били над 2000 на брой, но след войната вследствие на многото жертви и емиграцията, броят им намалява наполовина.
Според Димитър Гаджанов в 1916 година в Бабяк живеят 4780 помаци.
През 1926 година в Бабяк е основана трудова горска производителна кооперация „Дерменска“. Към 1935 г. тя има 206 члена.
По време на т. нар. Възродителен процес през 1972 година бабечани научават за насилствената смяна на имената в Родопите и изработват план за противодействие. От бабешките колиби се събират около 400 мъже, чиято цел е да прекосят Рила по билото ѝ и през Самоков да достигнат до София, където да протестират пред американското и турското посолство. ДС разбира за операцията едва след като групата е тръгнала и незабавно стартира спешна високопланинска операция за неутрализиране на бунтовниците. Повечето бабечани от групата са заловени, пребити или интернирани, а един възрастен човек умира и е свален на ръце до град Якоруда.

## Население
Преброявания през годините на жителите на село Бабяк:
| \| Година на преброяване \| Численост \| \| --------------------- \| --------- \| \| 1920 \| 4871 \| \| 1926 \| 5639 \| \| 1934 \| 5900 \| \| 1946 \| 6303 \| \| 1956 \| 1050 \| \| 1965 \| 713 \| \| 1975 \| 930 \| \| 1985 \| 889 \| \| 1992 \| 824 \| \| 2011 \| 820 \| \| 2019 \| 727 \| |           |
| Година на преброяване | Численост |
| 1920 | 4871      |
| 1926 | 5639      |
| 1934 | 5900      |
| 1946 | 6303      |
| 1956 | 1050      |
| 1965 | 713       |
| 1975 | 930       |
| 1985 | 889       |
| 1992 | 824       |
| 2011 | 820       |
| 2019 | 727       |

## Религии
Населението на Бабяк е изцяло мюсюлманско. Хората са етнически българи, изповядващи ислям – българи мохамедани (помаци). Техният майчин език е българският (югозападен диалект).

## Културни и природни забележителности
Джамията в Бабяк се смята за архитектурен паметник; не е регистрирано кога точно е строена, но се предполага, че е било между XVII и XVIII век.

## Личности
- Муса Джемал Палев – народен представител от ДПС в XL[14] и в XLI народно събрание.[15]